# Básquet Pass
Básquet Pass, también conocida como Basquetpass.tv, es una plataforma argentina de streaming OTT dedicada exclusivamente al baloncesto. Fue lanzada el 13 de febrero de 2021 por la Asociación de Clubes de Básquetbol (AdC), con el apoyo de la Confederación Argentina de Básquetbol (CAB). Su sede se encuentra ubicada en la Ciudad Autónoma de Buenos Aires, Argentina. Es la mayor plataforma OTT de distribución de baloncesto en vivo y on demand en Hispanoamérica.

## Historia
La Asociación de Clubes de Básquet de Argentina (AdC), con el apoyo de la Confederación Argentina de Básquetbol (CABB), comunica el lanzamiento de una nueva plataforma digital de contenidos, parte de su plan estratégico y con el objetivo de disfrutar del espectáculo que ofrecen sus distintas categorías. A partir de las próximas horas, a través de la web Basquetpass.tv, se ofrecerá la posibilidad de ver en vivo los partidos, comenzando este sábado con la Liga Femenina y siguiendo la semana que viene con la Liga Argentina.
AdC

Surge como una iniciativa de la AdC y con el apoyo de la CAB para transmitir todos los partidos en vivo, repeticiones y resúmenes de la Liga Femenina de Baloncesto y Liga Argentina mediante un Servicio OTT.
A principios de 2022, comenzó a transmitir los encuentros de la Liga Federal y la Liga de Desarrollo. También se agregó un acceso a las estadísticas y contenido adicional en tiempo real, y para mediados de 2022 comenzó a transmitir la Liga Nacional de Básquet. En el plano internacional, incorporó los derechos de la Liga Sudamericana, el Novo Basquete Brasil y la Liga Boliviana.
Básquet Pass continuó expandiendo su oferta en 2023, comenzando en mayo con la transmisión de la Liga Ecuatoriana, adquiriendo en septiembre la licencia para emitir la Liga Femenina de Baloncesto de las Américas, y posteriormente, en noviembre, obteniendo los derechos de la Liga Uruguaya, la Liga Uruguaya de Ascenso y la Lega Basket Serie A.
A comienzos de 2024, consiguió los derechos para transmitir en su totalidad los partidos del Novo Basquete Brasil, Liga Ouro de Basquete, Liga de Desenvolvimento, Copa Super 8 y el Torneo Interligas. Más adelante, a mediados del mismo año, adquirió los derechos de transmisión de la Euroliga, la Liga ACB, la Primera FEB, la Liga UNO y la Liga DOS.
Con estas incorporaciones, Básquet Pass se consolidó como una de las plataformas OTT más relevantes para la transmisión de baloncesto en América Latina, ofreciendo una cobertura integral de torneos nacionales e internacionales.

## Transmiciones
Básquet Pass transmite de forma exclusiva los partidos de la Liga Nacional de Básquet, la Liga Argentina, la Liga Femenina de Baloncesto, la Liga Federal y la Liga de Desarrollo, cubriendo todas las fases de competencia: temporada regular, playoffs, copas nacionales y torneos interligas.
En el ámbito internacional, la plataforma posee los derechos de transmisión de la Liga Sudamericana de Baloncesto, la Liga Boliviana de Básquetbol, el Novo Basquete Brasil, la Liga Ecuatoriana de Baloncesto Profesional, la Liga Uruguaya de Básquetbol, la Lega Basket Serie A, la Euroliga, la Liga ACB, la Primera FEB y las ligas profesionales de Chile (Liga UNO y Liga DOS).
Las transmisiones son realizadas en alta definición (HD), con comentaristas en vivo, repeticiones, estadísticas en tiempo real y, en algunos partidos, cámaras adicionales y análisis táctico post-juego. El acceso al contenido está disponible tanto en vivo como en modalidad on demand, permitiendo a los usuarios ver partidos anteriores en cualquier momento.

### Transmisiones por país

#### Argentina
- Liga Nacional de Básquet
- La Liga Argentina
- La Liga Federal
- Liga de Desarrollo
- Liga Femenina de Básquetbol
- Selección de básquetbol de Argentina

#### Bolivia
- Liga Boliviana de Básquetbol

#### Brasil
- Novo Basquete Brasil
- Liga Ouro de Basquete
- Liga de Desenvolvimento de Basquete
- Copa Super 8 de Basquete

#### Chile
- Liga Nacional de Básquetbol de Chile
- Segunda División de Básquetbol de Chile

#### Ecuador
- Liga Ecuatoriana de Baloncesto Profesional

#### España
- Liga ACB
- Primera FEB
- Copa del Rey

#### Italia
- Lega Basket Serie A

#### Uruguay
- Liga Uruguaya de Básquetbol
- Liga Uruguaya de Ascenso

#### Competiciones internacionales
- Euroliga
- Liga Sudamericana de Baloncesto
- Liga Femenina de Baloncesto de las Américas
- Torneo Interligas de Básquet

## Soporte y accesibilidad
Básquet Pass cuenta con soporte técnico y atención al usuario mediante formularios en su sitio web oficial, correo electrónico y redes sociales. La plataforma está disponible en navegadores web, así como en aplicaciones móviles para sistemas Android e iOS, y es compatible con televisores inteligentes mediante tecnologías como Chromecast y AirPlay.
El servicio funciona bajo un modelo de suscripción paga, ofreciendo acceso a transmisiones en vivo, repeticiones, contenido exclusivo y estadísticas en tiempo real. Las modalidades de suscripción disponibles incluyen planes mensuales, semestrales y anuales, con tarifas diferenciadas para cada una. También se ofrecen descuentos especiales para socios de clubes afiliados, federaciones provinciales y ligas regionales. Algunos contenidos seleccionados, como partidos destacados, entrevistas o resúmenes, se ofrecen en forma gratuita durante eventos institucionales o fechas especiales.
Además, Básquet Pass mantiene acuerdos de colaboración con organismos del baloncesto regional e internacional para ampliar su catálogo y distribución. Estos convenios permiten no solo la transmisión de competencias locales e internacionales, sino también el acceso exclusivo a contenido adicional como análisis técnicos, entrevistas y documentales.
Desde 2023, la plataforma incorporó diversas mejoras técnicas, entre ellas transmisiones en calidad de hasta 4K Ultra HD, retroceso en vivo, estadísticas en tiempo real, seguimiento individual de jugadores, múltiples ángulos de cámara en partidos seleccionados y herramientas de análisis táctico posteriores al encuentro. Estas actualizaciones han sido orientadas a optimizar la experiencia del usuario y garantizar el acceso desde múltiples dispositivos, en todo el territorio nacional e internacional.
El sistema se adapta al ancho de banda del usuario para garantizar una reproducción fluida, e incluye opciones de subtitulado y comentarios en vivo. También ofrece integración con redes sociales y notificaciones personalizadas.

## Recepción
Desde su lanzamiento en febrero de 2021, Básquet Pass generó una recepción mixta entre usuarios y medios. La plataforma fue valorada por su accesibilidad y cobertura integral de competencias nacionales, lo que implicó una modernización en la forma de consumir básquet en Argentina al centralizar torneos que antes carecían de difusión masiva.
La propuesta de suscripción accesible, junto a beneficios para socios de clubes y federaciones, fue considerada como una estrategia eficaz para ampliar su base de usuarios. Además, la implementación de cámaras automatizadas, transmisiones en alta definición (HD), estadísticas en tiempo real y gráficos generados mediante inteligencia artificial fue destacada como un avance significativo en la profesionalización del producto audiovisual.
Con la expansión internacional hacia ligas de Brasil, Uruguay, Italia, España y Chile, la plataforma fue reconocida en el ámbito latinoamericano como un espacio especializado en básquet hispanohablante.
En sus primeros meses de funcionamiento, la plataforma fue objeto de críticas por diversos problemas técnicos, incluyendo la imposibilidad de visualizar ciertos partidos, fallos frecuentes durante las transmisiones, dificultades para que los usuarios accedieran a sus cuentas, demoras en la activación de nuevos registros y limitaciones en la compatibilidad con dispositivos como Chromecast.
A lo largo de 2022 y 2023, continuaron registrándose quejas relacionadas con la estabilidad del servicio, tales como interrupciones, baja calidad de señal y buffering durante las transmisiones en vivo.
Asimismo, se reportaron numerosos reclamos por la imposibilidad de cancelar la suscripción desde la plataforma, lo cual generó frustración entre los usuarios. También se manifestaron críticas en redes sociales y sitios de reseñas por el costo del servicio, considerado elevado en relación con la calidad ofrecida y en comparación con otras plataformas internacionales de transmisión de básquetbol, como NBA League Pass o EuroLeague TV.
Por otro lado, la aplicación móvil fue objeto de valoraciones negativas en tiendas como Google Play y App Store, donde se señalaron problemas de rendimiento y usabilidad.